# Экономика Габона
Габон — слаборазвитое аграрное государство. Нефтяные месторождения и иностранные инвестиции помогли сделать Габон одним из самых богатых и стабильных государств Африки с 8-м по величине ИЧР, четвёртом по величине ВВП на душу населения (номинал) в Африке (после Республики Сейшельские Острова, Республики Маврикий и Экваториальной Гвинеи) и пятым по величине ВВП на душу населения (ППС) в Африке (после Республики Сейшельские Острова, Республики Маврикий, Ливии и Ботсваны).

## Сельское хозяйство
В сельском хозяйстве занято 60 % трудоспособного населения, но оно даёт менее 4 % ВВП. Обрабатывается лишь малая часть пригодных для сельского хозяйства земель, около половины продовольствия страна импортирует. Главные продовольственные культуры — ямс (155 тыс. т), маниок (230 тыс. т), бананы (12 тыс. т), сахарный тростник (235 тыс. т), кукуруза (31 тыс. т), овощи (35 тыс. т) и фрукты (10,3 тыс. т). В небольших количествах выращиваются товарные культуры — какао (600 т), масличная пальма, натуральный каучук (11 тыс. т) и кофе.

## Промышленность
В промышленности занято 15 % трудоспособного населения, она даёт 39,1 % ВВП. Главной отраслью является нефтяная промышленность. Имеются крупные запасы железных, марганцевых и урановых руд.
Обрабатывающая промышленность представлена в основном отраслями по первичной переработке сырья, пищевая промышленность. Есть предприятия по производству одежды, цемента, мыла.

## Транспорт
Аэропорты
- всего — 44 (2013)[2], в том числе:
  - с твёрдым покрытием — 14
  - без твёрдого покрытия — 30

Автомобильные дороги
- всего — 9170 км[2], в том числе:
  - с твёрдым покрытием — 1097 км
  - без твёрдого покрытия — 8073 км

Через Габон проходит транс-африканский автодорожный маршрут  шоссе Триполи-Кейптаун.
Железные дороги
- всего — 649 км (2014)[2].

## Торговля
- Экспорт: $5,561 млрд (2015)[2]
- Статьи экспорта: лесоматериалы, нефть, марганец, уран
- Партнёры по экспорту: Китай 15,8 %, Япония 14,6 %, Австралия 11 %, США 7,9 %, Индия 7,8 %, Южная Корея 6,3 %, Тринидад и Тобаго 4,6 %, Испания 4,4 % (2014)
- Импорт: $2,429 млрд (2015)[2]
- Статьи импорта: машины и оборудование, продовольствие, химикаты, строительные материалы
- Партнёры по импорту: Франция 20 %, Кот-д’Ивуар 15,3 %, Китай 9,6 %, Алжир 9,3 %,  Бельгия 4,5 % (2014)

## Доходы населения
С 1 января 2010 года минимальный размер оплаты труда составляет 150000 франков ($259.09) в месяц. Государственные работники получают дополнительное ежемесячное пособие в размере 20000 франков ($34.55) на ребенка. Государственные служащие также получают транспорт, жилье и семейные пособия; закон не предписывает предоставление жилья или семейных пособий работникам частного сектора.